# Agarista villarrealana
Agarista villarrealana là một loài thực vật có hoa trong họ Thạch nam. Loài này được L.M.González mô tả khoa học đầu tiên năm 1989.